# (6283) 1980 VX1
(6283) 1980 VX1 (1980 VX1, 1977 DG, 1977 DJ11) — астероїд головного поясу, відкритий 6 листопада 1980 року.
Тіссеранів параметр щодо Юпітера — 3.287.